# Gołębiew Nowy
Gołębiew Nowy – wieś w Polsce położona w województwie łódzkim, w powiecie kutnowskim, w gminie Kutno.
W latach 1975–1998 miejscowość administracyjnie należała do województwa płockiego.
25 sierpnia 2011 roku o godz. 11 odbył się tu pierwszy wwiert do złóż konwencjonalnego gazu ziemnego, którego zasoby szacowane są na 100 mld metrów sześciennych surowca. Poszukiwania gazu prowadzi PGNiG wspólnie z amerykańskim FX Energy na głębokości 6,5 km. 